# Erannis aescularia
Erannis aescularia är en fjärilsart som beskrevs av Wood 1854. Erannis aescularia ingår i släktet Erannis och familjen mätare. Inga underarter finns listade i Catalogue of Life.